# Tir la Jocurile Olimpice de vară din 1896
Cinci probe de tir sportiv s-au disputat în cadrul Jocurilor Olimpice de vară din 1896. Au avut loc în poligonul de tir nou construit din Kallithea, în zona din jurul orașului Atena. S-au prezentat 38 de competitori din șapte țări: Danemarca, Elveția, Franța, Grecia, Italia, Regatul Unit și Statele Unite ale Americii.

## Medaliați

### Masculin
| Probă                                     | Aur                       | Argint                    | Bronz                    |
| Pușcă militară 200 m detalii              | Pantelis Karasevdas (GRE) | Panagiotis Pavlidis (GRE) | Nicolaos Trikupis (GRE)  |
| Pușcă militară trei poziții 300 m detalii | Georgios Orphanidis (GRE) | Ioannis Frangoudis (GRE)  | Viggo Jensen (DEN)       |
| Pistol militar 25 m detalii               | John Paine (USA)          | Sumner Paine (USA)        | Nikolaos Morakis (GRE)   |
| Pistol foc rapid 25 m detalii             | Ioannis Frangoudis (GRE)  | Georgios Orphanidis (GRE) | Holger Nielsen (DEN)     |
| Pistol liber 30 m detalii                 | Sumner Paine (USA)        | Holger Nielsen (DEN)      | Ioannis Frangoudis (GRE) |

## Clasament pe medalii
| Loc | Țară                       | Aur | Argint | Bronz | Total |
| --- | -------------------------- | --- | ------ | ----- | ----- |
| 1   | Grecia                     | 3   | 3      | 3     | 9     |
| 2   | Statele Unite ale Americii | 2   | 1      | 0     | 3     |
| 3   | Danemarca                  | 0   | 1      | 2     | 3     |